# Timidina
La timidina, chiamata anche deossitimidina, ribosiltimidina o timina deossiriboside, è un nucleoside formato dal 2-desossi-D-ribosio (uno zucchero pentoso) e dalla timina, una base azotata pirimidinica.

## Struttura e proprietà
La timidina, composta da una molecola deossiribosio legata alla timina, è molto simile alla citidina e all'uridina (presente nell'RNA).
La timidina può essere fosforilata con uno, due o tre gruppi fosfato, originando rispettivamente TMP, TDP o TTP (timidina mono-, di- o trifosfato).
È presente in forma solida in piccoli cristalli oppure come polvere bianca cristallina.
La stabilità della timidina in condizioni di temperatura e pressione standard è molto alta.
La timidina è un composto presente in tutti gli organismi viventi: costituisce il 25% circa del DNA. Nell'RNA, generalmente, non è presente la timidina, al cui posto si trova l'uridina.